# Sphecozone melanocephala
Sphecozone melanocephala är en spindelart som först beskrevs av Alfred Frank Millidge 1991.  Sphecozone melanocephala ingår i släktet Sphecozone och familjen täckvävarspindlar. Inga underarter finns listade i Catalogue of Life.